# Ватерполо на Летњим олимпијским играма 1936.
Девети ватерполо турнир на олимпијадама је одржан 1936. у Берлину, Немачка. За олимпијски турнир се пријавио укупно 16 репрезентација. Победник турнира и олимпијски шампион је по други пут постала је репрезентација Мађарске, друга је била домаћин репрезентација Немачке а на треће место се пласирала репрезентација Белгије. По први пут на олимпијским турниру је учествовала и репрезентација Југославије

## Освајачи медаља
| Мађарска | Немачка | Белгија |
| Михаљ Божи Јене Бранди Ђерђ Броди Оливер Халаши Калман Хазаји Мартон Хомонаји Ђерђ Куташи Иштван Молнар Јанош Немет Миклош Шаркањ Шандор Тарич | Бернхард Бајер Фринц Гунст Јозеф Хаузер Алфред Кинзле Паул Клингенбург Хајнрих Криг Ханс Шнајдер Ханс Шулце Густав Ширгер Хелмут Швен Фриц Столзе | Жерард Блиц Albert Castelyns Pierre Coppieters Joseph De Combe Henri De Pauw Henri Disy Fernand Isselé Edmond Michiels Henri Stoelen |

## Земље учеснице
На турниру је учествовало шеснаест репрезентација са укупном бројем од 142 играча. Свакој репрезентацији је било дозвољено да има једанаест играча:
- Аустрија (11)
- Белгија (9)
- Исланд (8)
- Јапан (8)
- Југославија (7)
- Мађарска (11)
- Малта (9)
- Немачка (11)
- САД (9)
- Уједињено Краљевство (11)
- Уругвај (7)
- Француска (7)
- Холандија (9)
- Чехословачка (7)
- Швајцарска (8)
- Шведска (10)

(*) Белешка: У загради поред имена репрезентације је број играча који су играли бар на једној утакмици

## Резултати

### Елиминације
У првој рунди репрезентације су биле подељене у четири групе од по четири тима. Свака репрезентација из исте групе је играла једна против друге и крајњи пласман у групи је добијен на основу освојених бодова. Ако су бодови били истоветни тада се ишло на бољу гол-разлику. Прве две репрезентације из сваке од група се квалификовала у даље такмичење, за полуфинале, док су треће и четвртопласиране репрезентације из групе бивале елиминисане.
Група 1
| Поз. | Екипа                     | У | П | Н | И | ГД | ГП | Б |  | Белгија | Холандија | Сједињене Америчке Државе | Уругвај |
| ---- | ------------------------- | - | - | - | - | -- | -- | - |  | ------- | --------- | ------------------------- | ------- |
| 1.   | Белгија                   | 3 | 2 | 1 | 0 | 6  | 4  | 5 |  | X       | 1:1       | 4:3                       | 1:0     |
| 2.   | Холандија                 | 3 | 1 | 2 | 0 | 5  | 4  | 4 |  | 1:1     | X         | 3:2                       | 1:1     |
| 3.   | Сједињене Америчке Државе | 3 | 1 | 0 | 2 | 7  | 8  | 2 |  | 3:4     | 2:3       | X                         | 2:1     |
| 4.   | Уругвај                   | 3 | 0 | 1 | 2 | 2  | 4  | 1 |  | 0:1     | 1:1       | 1:2                       | X       |

Група 2
| Поз. | Екипа                | У | П | Н | И | ГД | ГП | Б |  | Мађарска | Уједињено Краљевство | Краљевина Југославија | Малта |
| ---- | -------------------- | - | - | - | - | -- | -- | - |  | -------- | -------------------- | --------------------- | ----- |
| 1.   | Мађарска             | 3 | 3 | 0 | 0 | 26 | 2  | 6 |  | X        | 10:1                 | 4:1                   | 12:0  |
| 2.   | Уједињено Краљевство | 3 | 2 | 0 | 1 | 13 | 15 | 4 |  | 1:10     | X                    | 4:3                   | 8:2   |
| 3.   | Југославија          | 3 | 1 | 0 | 2 | 11 | 8  | 2 |  | 1:4      | 3:4                  | X                     | 7:0   |
| 4.   | Малта                | 3 | 0 | 0 | 3 | 2  | 27 | 0 |  | 0:12     | 2:8                  | 0:7                   | X     |

Група 3
| Поз. | Екипа        | У | П | Н | И | ГД | ГП | Б |  | Њемачка | Француска | Чехословачка | Јапан |
| ---- | ------------ | - | - | - | - | -- | -- | - |  | ------- | --------- | ------------ | ----- |
| 1.   | Немачка      | 3 | 3 | 0 | 0 | 27 | 3  | 6 |  | X       | 8:1       | 6:1          | 13:1  |
| 2.   | Француска    | 3 | 2 | 0 | 1 | 12 | 10 | 4 |  | 1:8     | X         | 3:2          | 8:0   |
| 3.   | Чехословачка | 3 | 1 | 0 | 2 | 7  | 12 | 2 |  | 1:6     | 2:3       | X            | 4:3   |
| 4.   | Јапан        | 3 | 0 | 0 | 3 | 4  | 25 | 0 |  | 1:13    | 0:8       | 3:4          | X     |

Група 4
| Поз. | Екипа      | У | П | Н | И | ГД | ГП | Б |  | Аустрија | Шведска | Швајцарска | Исланд |
| ---- | ---------- | - | - | - | - | -- | -- | - |  | -------- | ------- | ---------- | ------ |
| 1.   | Аустрија   | 3 | 3 | 0 | 0 | 17 | 1  | 6 |  | X        | 2:1     | 9:0        | 6:0    |
| 2.   | Шведска    | 3 | 2 | 0 | 1 | 18 | 2  | 4 |  | 1:2      | X       | 6:0        | 11:0   |
| 3.   | Швајцарска | 3 | 1 | 0 | 2 | 7  | 16 | 2 |  | 0:9      | 0:6     | X          | 7:1    |
| 4.   | Исланд     | 3 | 0 | 0 | 3 | 1  | 24 | 0 |  | 0:6      | 0:11    | 1:7        | X      |

### Полуфинале
У полуфинале репрезентације које су се квалификовале из претходне рунде су подељене у две групе од по четири тима и свака репрезентација је играла против осталих из групе, под условом да се нису претходно састали у елиминационој рунди. Бодови из претходне рунде су били преношени, тако да се у свакој групи играло само четири утакмице. Пласман у групи је добијен на основу освојених бодова. Ако су бодови били истоветни тада се ишло на бољу гол-разлику. Прве две репрезентације из сваке од група се квалификовала у даље такмичење, за финале, док су треће и четвртопласиране репрезентације из групе бивале елиминисане и играли су у групи за пласман од 5 до 8 места.
Резултат који је пренесен из елиминационе рунде је оуначен курзивним бројевима.
Група 1
| Поз. | Екипа                | У | П | Н | И | ГД | ГП | Б |  | Мађарска | Белгија | Холандија | Уједињено Краљевство |
| ---- | -------------------- | - | - | - | - | -- | -- | - |  | -------- | ------- | --------- | -------------------- |
| 1.   | Мађарска             | 3 | 3 | 0 | 0 | 21 | 1  | 6 |  | X        | 3:0     | 8:0       | 10:1                 |
| 2.   | Белгија              | 3 | 1 | 1 | 1 | 4  | 5  | 3 |  | 0:3      | X       | 1:1       | 6:1                  |
| 3.   | Холандија            | 3 | 0 | 2 | 1 | 5  | 13 | 2 |  | 0:8      | 1:1     | X         | 4:4                  |
| 4.   | Уједињено Краљевство | 3 | 0 | 1 | 2 | 6  | 20 | 1 |  | 1:10     | 1:6     | 4:4       | X                    |

Група 2
| Поз. | Екипа     | У | П | Н | И | ГД | ГП | Б |  | Њемачка | Француска | Аустрија | Шведска |
| ---- | --------- | - | - | - | - | -- | -- | - |  | ------- | --------- | -------- | ------- |
| 1.   | Немачка   | 3 | 3 | 0 | 0 | 15 | 3  | 6 |  | X       | 8:1       | 3:1      | 4:1     |
| 2.   | Француска | 3 | 2 | 0 | 1 | 7  | 1  | 4 |  | 1:8     | X         | 4:2      | 2:1     |
| 3.   | Аустрија  | 3 | 1 | 0 | 2 | 5  | 8  | 2 |  | 1:3     | 2:4       | X        | 2:1     |
| 4.   | Шведска   | 3 | 0 | 0 | 3 | 3  | 8  | 0 |  | 1:4     | 1:2       | 1:2      | X       |

### Финале
Исто као и у претходним рундама, репрезентације су играле једне против друге, осим ако се већ претходно нису састали. У случају да су се репрезентације већ претходно састале, важио је постигнути резултат из претходне квалификационе рунде. Пласман у групи је добијен на основу освојених бодова. Ако су бодови били истоветни тада се ишло на бољу гол-разлику.
Резултат који је пренесен из елиминационе рунде је означен курзивним бројевима.
Финална група
| Поз. | Екипа     | У | П | Н | И | ГД | ГП | Б |  | Мађарска | Њемачка | Белгија | Француска |
| ---- | --------- | - | - | - | - | -- | -- | - |  | -------- | ------- | ------- | --------- |
|      | Мађарска  | 3 | 2 | 1 | 0 | 10 | 2  | 5 |  | X        | 2:2     | 3:0     | 5:0       |
|      | Немачка   | 3 | 2 | 1 | 0 | 14 | 4  | 5 |  | 2:2      | X       | 4:1     | 8:1       |
|      | Белгија   | 3 | 1 | 0 | 2 | 4  | 8  | 2 |  | 0:3      | 1:4     | X       | 3:1       |
| 4.   | Француска | 3 | 0 | 0 | 3 | 2  | 16 | 0 |  | 0:5      | 1:8     | 1:3     | X         |

Мађарска је освојила титулу олимпијског победника захваљујући бољој гол разлици (10/2 = 5) наспрам гол-разлике другопласиране репрезентације немачке (14/4 = 3.5).
Група за пласман од 5 до 8 места
| Поз. | Екипа                | У | П | Н | И | ГД | ГП | Б |  | Холандија | Аустрија | Шведска | Уједињено Краљевство |
| ---- | -------------------- | - | - | - | - | -- | -- | - |  | --------- | -------- | ------- | -------------------- |
| 5.   | Холандија            | 3 | 2 | 1 | 0 | 13 | 11 | 5 |  | X         | 5:4      | 4:3     | 4:4                  |
| 6.   | Аустрија             | 3 | 1 | 1 | 1 | 9  | 9  | 3 |  | 4:5       | X        | 2:1     | 3:3                  |
| 7.   | Шведска              | 3 | 1 | 0 | 2 | 8  | 8  | 2 |  | 3:4       | 1:2      | X       | 4:2                  |
| 8.   | Уједињено Краљевство | 3 | 0 | 2 | 1 | 9  | 11 | 2 |  | 4:4       | 3:3      | 2:4     | X                    |

## Југославија
Југославија је била пласирана у групу од деветог до шеснаестог места и играла је у саставу:
- Филип Боначић, Лука Цигановић, Винко Цвјетковић, Миро Миховиловић, Анте Роје, Мирко Тарана, Богдан Тошовић, Миран Фукс, Иво Ђованели, Војко Павичић и Миливој Чурлица